# Пеннелл, Фрэнсис Уиттиер
Фрэнсис Уиттиер Пеннелл (англ. Francis Whittier Pennell, 4 августа 1886 — 3 февраля 1952) — американский ботаник.       

## Биография
Фрэнсис Уиттиер Пеннелл родился в штате Пенсильвания 4 августа 1886 года.
Он получил образование в Westtown School и Пенсильванском университете, получив там степень бакалавра в 1911 году и степень доктора философии в 1913 году. С 1914 по 1921 год Фрэнсис Уиттиер Пеннелл был в штате сотрудников Нью-Йоркского ботанического сада, а затем стал Куратором растений в Академии естественных наук Филадельфии. Пеннелл внёс значительный вклад в ботанику, описав множество видов семенных растений.
Фрэнсис Уиттиер Пеннелл умер от сердечного приступа 3 февраля 1952 года.

## Научная деятельность
Фрэнсис Уиттиер Пеннелл специализировался на семенных растениях.

## Публикации
- The Scrophulariaceae of Eastern Temperate North America: Monograph 1, Academy of Natural Sciences of Philadelphia, 650 pages, 1935[2].